# 吉田瑞穗
吉田瑞穂。日本演員。

## 參與作品

### 電影
- 卡美拉2 雷吉翁襲來（1996年）（雷吉翁）
- 摩斯拉 (1996年)（1996年）（帝斯基多拉）
- 摩斯拉2 海底大決戰（1997年）（達哥拉）
- 哥吉拉·摩斯拉·王者基多拉 大怪獸總攻擊（2001年）（哥斯拉）
- 小勇者們～卡美拉～（2006年）（吉達斯）
- 深海獣雷牙（2009年）（雷牙）